# ایرج میرزا
ایرج میرزا (مهرماه ۱۲۵۳ در تبریز – ‏ ۲۲ اسفند ۱۳۰۴ خورشیدی در تهران) ملقب به «جلال‌الممالک» و «فخرالشعرا»، از جمله شاعران مشهور ایرانی در عصر مشروطیت (اواخر دوره قاجار و اوایل دوره پهلوی) و از پیشگامان تجدد در ادبیات فارسی بود. ایرج میرزا در قالب‌های گوناگون شعر سروده و ارزشمندترین اشعارش مضامین انتقادی، اجتماعی، احساسی و تربیتی دارند. شعر ایرج ساده و روان و گاهی دربرگیرندهٔ واژه‌ها و گفتارهای عامیانه است و اشعار او از جمله اشعار اثرگذار بر شعر دوره مشروطیت بود.

## زندگی
او فرزند صدرالشّعرا غلامحسین‌میرزا، نوهٔ ایرج پسر فتحعلی‌شاه و نتیجهٔ فتحعلی شاه قاجار بود. تحصیلاتش در مدرسه دارالفنون تبریز صورت گرفت و در همان مدرسه مقدمات عربی و فرانسه را آموخت. وقتی امیرنظام گروسی مدرسه مظفری را در تبریز تأسیس کرد، ایرج میرزا سمت معاونت آن مدرسه را یافت و در این سمت مدیریت ماهنامه ورقه (نخستین نشریه دانشجویی تبریز) را برعهده گرفت. در نوزده سالگی لقب «ایرج بن صدرالشعرا» یافت. لیکن بزودی از شاعری دربار کناره گرفت و به مشاغل دولتی مختلفی از جمله کار در وزارت فرهنگ (معارف آن‌زمان) پرداخت. سپس به استخدام اداره گمرک درآمد و پس از مشروطیت هم در مشاغل مختلف دولتی از جمله وزارت کشور در سمت فرماندار آباده و معاونت استانداری اصفهان خدمت کرد. ایرج میرزا در سن پنجاه و یک سالگی در پی یک سکته قلبی در منزلی در خیابان پهلوی (ولی‌عصر) تهران درگذشت. ایرج میرزا به زبان‌های فارسی، ترکی آذربایجانی، عربی و فرانسه تسلط داشت و روسی نیز می‌دانست و خط نستعلیق را خوب می‌نوشت. آرامگاه ظهیرالدوله خانه ابدی ایرج میرزا شد.

## شخصیت
ایرج به گروهی از شاهزادگان قاجاری تعلق داشت که در حکمرانی بر کشور سهم مؤثری نداشتند ولی با این وجود، تعلق خاطر خود را به نسب و اشرافیت خود حفظ کرده بودند. ایرج نیز مانند پدرش صدرالشعرا، گاه دچار فقر و تنگدستی می‌شد و از همین رو همفکری و همدردی با تهیدستان و روح اعتراض به نابرابری‌های اجتماعی در وی زنده بود. او به سبب خصلت ولخرجی، سفرهای مداوم و تغییر مکرر شغل، برخلاف میل باطنی خود گاه مجبور به مدیحه‌سرایی اعیان و اشراف می‌شد ولی به نحو ملایم اما مؤثر از این کار ابراز دلتنگی و بیزاری می‌کرد.
کسانی که از نزدیک با ایرج ارتباط داشته‌اند، گفته‌اند که او در زندگی روزمره مردی متین و موقر بوده و در جمع به لفظ قلم سخن می‌گفته اما هنگام حضور در محافل خصوصی و در میان دوستان، این حریم به یکباره از میان می‌رفت و به بذله‌گویی مبدل می‌شد. یک خاورشناس روسی که در زمان حیات ایرج او را ملاقات کرده دربارهٔ او می‌گوید:

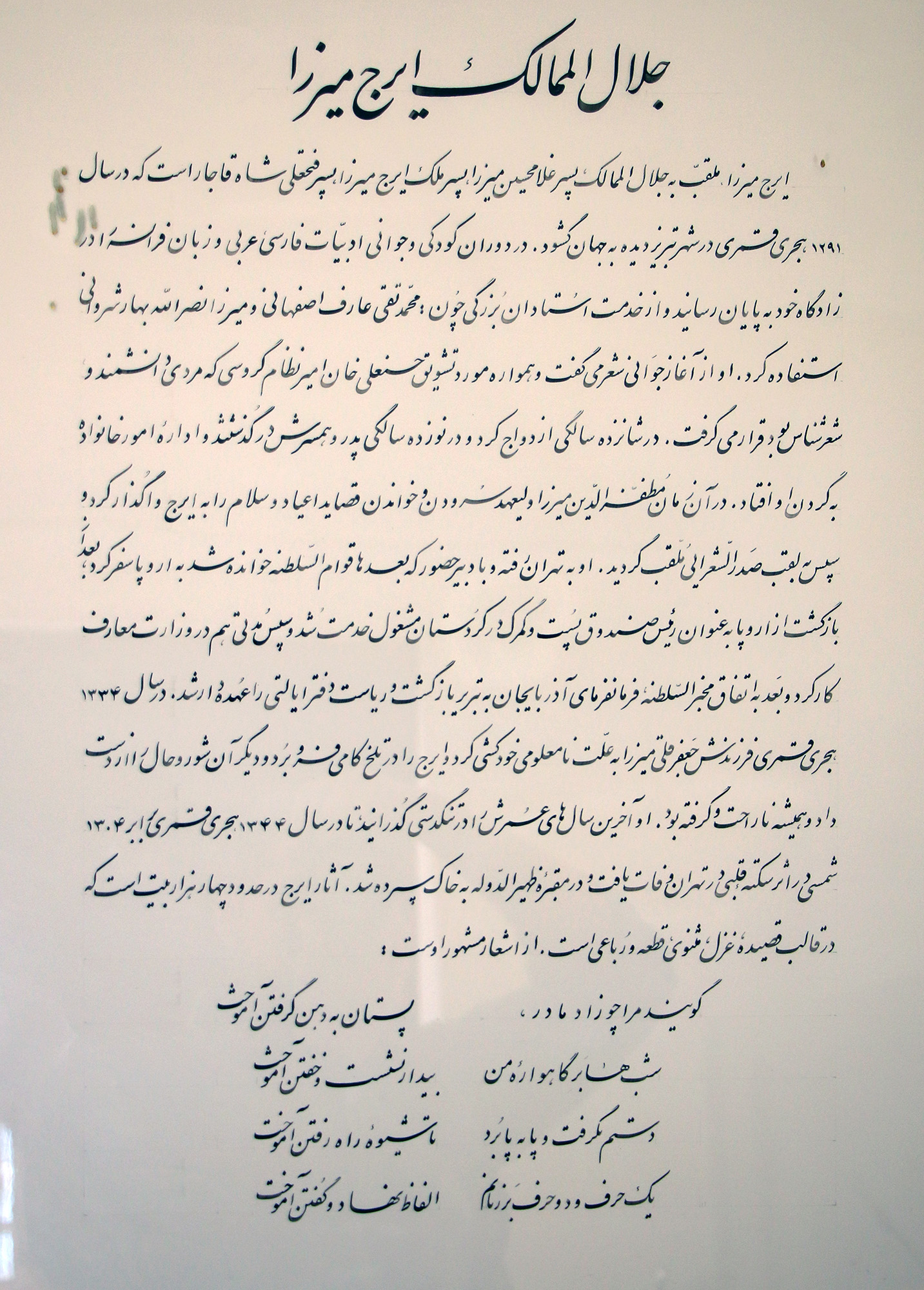
معرفی نامه ایرج میرزا در موزه ای در تبریز

«مردی بود سیاه‌سوخته و لاغراندام و متوسط‌القامه و در رفتار و گفتار شکیبا و بردبار. اشعار ایرج وقتی خودش آن‌ها را می‌خواند، جان می‌گرفت…»

### دیدگاه سیاسی
ایرج میرزا به همراه محمّدتقی بهار، بلندترین صدای شعر دورهٔ مشروطه بود. او برخلاف بهار که از زاویه میهن‌پرستی به مشروطه می‌نگریست، بیشتر از دیدگاه یک بورژوای اشرافی، منتقد روابط اجتماعی بود. و ضمن آنکه توده مردم را فاقد شعور سیاسی و درک اجتماعی می‌دانست، دوری از خطر درافتادن با قدرتمندان و پیروی از مصلحت را برای دوستان تجویز می‌کرد.
| رعایا جملگی بیچارگان اند   |  | که از فقر و فنا آوارگان اند |
| تمام از جنس گاو و گوسفندند |  | نه آزادی نه قانون می‌پسندند  |
| برای همچو ملت همچو مردم    |  | نباید کرد عقل خویش را گم    |

باوجود آنکه ایرج به شاهزادگی خود مباهات می‌کرد، ولی ابیاتی نیز در نقد و بدگویی دربارهٔ محمدعلی شاه و احمد شاه از وی باقی‌مانده است؛ بنابراین او فارغ از حب و بغض و تعصب بی‌جا، منش روشنفکری و آزاداندیشی را پیشه خود ساخته بود. تا جایی که در قیام کلنل محمدتقی‌خان پسیان، از مشاوران او به‌شمار می‌رفت. او محافظه‌کارانه، دخالت در سیاست را تا جایی تجویز می‌کرد که به منافع شخصی لطمه نخورد؛ ولی در عین حال عقاید وطن‌پرستانه‌ای نیز از خود بروز می‌داد.
ایرج اسکندری که فضای آن زمان را به چشم دیده بود. بعدها در خاطرات خویش توضیح داد ترانه‌های عارفانه این شاعر ملی و آزادیخواه ایرانی، تأثیری شگرف در شنوندگان داشت و آن‌ها را به نفع جمهوری به حرکت درمی‌آورد.

### دیدگاه مذهبی
با اطمینان می‌توان گفت که وی اندیشهٔ بی‌خدایی داشته و نه تنها به اسلام که به خدا نیز اعتقاد نداشته است. بازتاب عقاید او را می‌تواند در شعرش دید، وی در چند بیت در قالب مثنوی چکیدهٔ اعتقادات خود را با بیان خاص خودش بیان می‌کند:
| کو خدا؟ کیست خدا؟ چیست خدا؟ |  | بی‌خودی بحث مکن نیست خدا |

ابیاتی منتصب به وی وجود دارد که در آن وی با زبان شعر و طنز مخالفت خود را نسبت به جامعه روحانیون و اصل روحانیت نشان می‌دهد:
آنکه عمامه سراست از علماست
آنکه پشمینه تن است از فقهاست
آلتم هر دو صفت را داراست
بگمانم که فقیه الفقهاست
عبرت نایینی دربارهٔ اعتقادات میرزا گفته: «وی طبیعی مشرب بود و به حشر و نشر و ثواب و عِقاب معتقد نبود و بقای نفس را انکار داشت و این طریقه را همانا در اواسط عمر اختیار کرده بود، زیرا که اشعاری که در اوایل زندگانی گفته دلیل است بر اسلام و ایمانش به خدا و رسول…»
در دیوان او ۳ – ۴ قطعهٔ مذهبی نیز هست اما ابوالحسن خان صبا که از دوستان نزدیک میرزا بود در این باره نوشته:
اوقاتی که در خراسان بوده اشعاری ساخت و جهت مرحوم پدرم کمال السلطنه فرستاد. پدرم بی‌احتیاطی نمود و آن اشعار را در محضر دوستان خواند. طبعاً در مجالس اشخاصِ خوش حافظه هستند که فوراً حفظ می‌شوند. کم‌کم به گوش شاهزادهٔ متخلص به پروانه رسید، چون مرد مذهبی بود برآشفت و دو نفر سید خرافی را مأمور کشتن ایرج نمود. مطلع اشعار این است:
| بی‌چاره چه می‌کُشی خودت را |  | دیگر نشود حسین زنده[۲۲] |
«رنود خیراندیش» ایرج را از ماجرا مطلع می‌نماید. هر چند ایرج از مرگ وحشتی نداشت لیکن از بلوا و شورش و کشتن با افتضاح متوحش بود. از این رو شرح ما وقع را نزد حضرت آیت‌الله‌زاده که معروف به آقازاده بود برد. آقازاده در خراسان دارای شخصیت و اهمیت به‌سزایی بود. به ایرج دستور می‌دهد که بیانیه صادر و اشعار فوق را استنکاف نماید و ضمناً مرثیه‌ای هم بسازد. ایرج به دستور فوق عمل کرده و نتیجه خشم و غضب مردم را کاست و تیر پروانه به سنگ خورد.— ابوالحسن خان صبا، 
این نامه نشان می‌دهد که وی قطعات مذهبی و مرثیه‌ای را به ناچار و از ترس مرگ ساخته بوده و حاضر بوده به خاطر ترس از مرگ دست از عقاید خود بردارد و اشعاری به رغم باورهای ایدئولوژیکش بسازد.
ایرج موضع مخالفی در برابر حجاب داشته است. این موضع را می‌توان به راحتی در قطعه «کاروانسرا» مشاهده کرد. در جای‌جای دیوان ایرج از این مقوله سخن رفته و همین موضع باعث مخالفت دو گروه متفاوت، با ایرج و افکار او شده است: گروهی که به دلیل تمایلات مذهبی با ایرج مخالفت اصولی و عقیدتی داشتند و گروهی که به لحاظ سیاسی به دنبال فرصتی برای ضربه زدن به او بودند. به هرحال با روی کار آمدن حکومت غیر مذهبی رضا شاه، گروه دوم از جمع مخالفان جدا شده و طرفدار او شدند.
| در سردر کاروانسرایی        |  | تصویر زنی به گچ کشیدند    |
| ارباب عمایم این خبر را     |  | از مخبر صادقی شنیدند      |
| گفتند که واشریعتا، خلق     |  | روی زن بی نقاب دیدند      |
| آسیمه‌سر از درون مسجد       |  | تا سردر آن سرا دویدند     |
| ایمان و امان به سرعت برق   |  | می‌رفت که مؤمنین رسیدند    |
| این آب آورد و آن یکی خاک   |  | یک پیچه ز گِل بر او بریدند |
| ناموس به باد رفته‌ای را     |  | با یک دو سه مشت گل خریدند |
| چون شرع نبی از این خطر جست |  | رفتند و به خانه آرمیدند   |
| غفلت شده بود و خلق وحشی    |  | چون شیر درنده می‌جهیدند    |
| بی پیچه زن گشاده‌رو را      |  | پاچین عفاف می‌دریدند       |
| لب‌های قشنگ خوشگلش را       |  | مانند نبات می‌مکیدند       |
| بالجمله تمام مردم شهر      |  | در بحر گناه می‌تپیدند      |
| درهای بهشت بسته می‌شد       |  | مردم همه می‌جهنمیدند       |
| می‌گشت قیامت آشکارا         |  | یکباره به صور می‌دمیدند    |
| طیر از وَکَرات و وحش از جُحر  |  | انجم ز سپهر می‌رمیدند      |
| این است که پیش خالق و خلق  |  | طلاب علوم روسفیدند        |
| با این علما هنوز مردم      |  | از رونق ملک ناامیدند      |

نمونه خط نستعلیق ایرج میرزا

این شاعر همچنین برخی از عقب‌ماندگی کشور را به سبب عمل گروهی از روحانیون و روضه‌خوانان می‌دانست. او قصیده‌ای در هجو شیخ فضل‌الله نوری دارد. و علی‌رغم اینکه به عنوان یک شاعر سیاسی شناخته نمی‌شود، در برابر او موضع‌گیری نموده است.
ایرج در هجونامه مشهور خود به روحانیون قشری و ریاکار به شدت می‌تازد ولی در عین حال علمای حقیقی را نیز مستثنی می‌کند:
| ... در ایران تا بود ملا و مفتی |  | به روز بدتر از این هم بیفتی |
| فقط یک‌وقت یک آزاده بینی        |  | یکی چون آیت‌الله‌زاده بینی…   |

به رغم این ایرج در لابه‌لای اشعار خود نظر مثبتی نسبت به پیامبر اسلام نشان می‌دهد از آن جمله در قصیده‌ای که در نعت پیامبر اسلام سروده:
| ... مسافری تو و ناچار بایدت زادی |  | که زاد باید مر مرد را به گاه رحیل  |
| کدام زاد نکوتر ز حب پیغمبر       |  | که خلق را سوی ایزد ولای اوست دلیل… |

یا مراثی با مطلع «رسم است هر که داغ جوان دید دوستان» و «سرگشته بانوان وسط آتش خیام» که در مورد حوادث عاشورا سروده یا اشعار متعددی مانند «اندر خبر بود که نبی شاه حق‌پرست» و «گفتم رهین مهر تو شد این دل حزین» و همچنین «خوش آن که او را در دل بود ولای علی» که در وصف علی بن ابی‌طالب سروده است. به عنوان نمونه دیگر می‌توان به خاتمه شعر مشهور «نصیحت به فرزند» که خطاب به کودک خردسالش خسرو میرزا قاجار سروده اشاره کرد:
| ... من می‌روم و تو ماند خواهی |  | وین «دفتر درس» خواند خواهی |
| این‌جا چو رسی مرا دعا کن      |  | با فاتحه روحم آشنا کن.     |

اما نکته دیگری که احتمال سروده شدن این اشعار را به دلیل ترس از مرگ و آسیب بیشتر می‌کند ضعف غیرقابل انکار اشعار مدح اوست. در میان ۳ قصیدهٔ مذهبی او «در نعت نبی خاتم»، «در مدح حضرت مولای متقیان» و «در مدح مولای متقیان» هیچ‌یک ردیف ندارند و این موضوعی مهم است. سستی‌های زیاد در اشعار مذهبی میرزا در کنار روایت خان صبا این گمان را قوی‌تر می‌کند که سستی‌ها عمدی بوده.

### دیدگاه اجتماعی
ایرج منتقد اوضاع جامعه سنتی زمان خویش بود. او به راحتی با زبان مطایبه و طنز، از برخی از رسوم ایرانیان (مانند بلند شدن جلوی پای اشخاص هنگام ورود به مجلس) انتقاد می‌کرد.
| نام این رسم را چو نادانان ادب بنهاده‌اند |  | بیشتر از صاحبان سیم و زر رم می‌کنند |
| گر وزیری از درآید رم مفصل می‌شود         |  | دیگر آنجا اهل مجلس معتبر رم می‌کنند |

او اگرچه در خصوص روابط کارگر و کارفرما با دیگر شعرای معاصر خویش همچون فرخی یزدی، میرزاده عشقی و عارف قزوینی همصدا می‌شد، ولی در این خصوص از چارچوب رفع تکلیف فراتر نرفته و تنها به کبر و غرور کارفرما ایراد می‌گرفت و به عمق روابط بی‌رحمانه استثماری بی‌توجه می‌ماند.
ایرج همراه با سید اشرف الدین حسینی (معروف به گیلانی)، مدیر روزنامه نسیم شمال، و مخبرالسلطنه هدایت از اولین شاعرانی است که شعرهایی را به‌طور خاص برای کودکان سروده‌اند. شعرهایی چون شوق درس خواندن، مهر مادر، کلاغ و روباه، خرس و صیادان، دو نفر دزد خری دزدیدند، نصیحت به فرزند، ما که اطفال این دبستانیم از نمونه‌های اینگونه اشعار هستند که مضمون دلنشینی و جذابی را با زبان بسیار ساده و روانی مطرح می‌کنند. برخی از این اشعار ترجمهٔ منظوم ایرج میرزا از قصه‌های ژان دو لا فونتن هستند که مستقیماً از زبان فرانسه توسط او به فارسی برگردانده شده است.
اما آثار تربیتی اینگونه ادبیات کودک، توسط پروین اعتصامی و بعدها توسط صمد بهرنگی به‌طور جدی به چالش کشیده شد. آثار ایرج از اولین دوره یکسان شدن کتاب‌های درسی در ایران، در کتاب‌های درسی چاپ شده است.
ایرج همچنین ازجمله نخستین مردانی در ایران شناخته می‌شود که از جنبش‌های حامی حقوق زنان حمایت کرده است.

### احترام به مادر
وی چندین شعر در احترام به مادر دارد. شعرهایی چون «قلب مادر» و «مهر مادر» از معروفترین اشعار فارسی در مورد احترام به مادر هستند.
«مهر مادر»:
| گویند مرا چو زاد مادر،    |  | پستان به دهن گرفتن آموخت |
| شب‌ها بر گاهواره من        |  | بیدار نشست و خفتن آموخت  |
| دستم بگرفت و پا به پا برد |  | تا شیوه راه رفتن آموخت   |
| یک حرف و دو حرف برزبانم   |  | الفاظ نهاد و گفتن آموخت  |
| لبخند نهاد بر لب من       |  | بر غنچه گل شکفتن آموخت   |
| پس هستی من ز هستی اوست    |  | تا هستم و هست دارمش دوست |

«قلب مادر»:
این قطعه شعر ایرج میرزا در واقع ترجمهٔ مستقیم او از شعری با همین نام «Le cœur d'une mère» اثر ژان ریشپن شاعر و نویسندهٔ فرانسوی قرن نوزدهم است که در سال ۱۸۸۱ در آخرین صفحهٔ رمان او با عنوان La Glu ذکر شده است.
| داد معشوقه به عاشق پیغام    |  | که کُند مادرِ تو با من جنگ    |
| هر کُجا بیندم از دور کُند     |  | چهره پر چین و جبین پُر آژنگ  |
| با نگاهِ غضب آلود زند        |  | بر دلِ نازکِ من تیرِ خدنگ      |
| مادرِ سنگ‌دلت تا زنده‌ست       |  | شهد در کامِ من و توست شَرنگ   |
| نشوم یکدل و یکرنگ تو را     |  | تا نسازی دلِ او از خون رنگ   |
| گر تو خواهی به وصالم برسی   |  | باید این ساعت بی‌خوف و درنگ  |
| روی و سینهٔ تنگش بدری        |  | دل برون آری از آن سینهٔ تنگ  |
| گرم و خونین به منش باز آری  |  | تا بَرد ز آینهٔ قلبم زنگ      |
| عاشقِ بی‌خرد ناهنجار          |  | نه، بل آن فاسقِ بی‌عصمت و ننگ |
| حُرمتِ مادری از یاد ببُرد      |  | خیره از باده و دیوانه ز بنگ |
| رفت و مادر را افکند به خاک  |  | سینه بدرید و دل آورد به چنگ |
| قصدِ سرمنزلِ معشوق نمود       |  | دلِ مادر به کفش چون نارنگ    |
| از قضا خورد دمِ در به زمین   |  | و اندکی سُوده شد او را آرنگ  |
| وان دل گرم که جان داشت هنوز |  | اوفتاد از کف آن بی‌فرهنگ     |
| از زمین باز چو برخاست نمود  |  | پی برداشتن آن آهنگ          |
| دید کز آن دل آغشته به خون   |  | آید آهسته برون این آهنگ:    |
| «آه دست پسرم یافت خراش      |  | آه پای پسرم خورد به سنگ»    |

### نقد ایرج
ایرج با وجود آشنایی به فرهنگ و ادبیات فرانسه و با آنکه به میزان مجاز بودن ورود هزل به حوزه عفت عمومی در آن زبان آشنا بود، ولی به وفور از معانی زشت، الفاظ رکیک و مضامین مستهجن در اشعار خود استفاده کرده است. اینگونه واژه‌ها چنان زیاد در اشعار او استفاده شده‌اند که به اعتقاد برخی کارشناسان، نمی‌توان دیوان ایرج را در دسترس کودکان قرار داد.
ایرج از نوزده سالگی به عنوان شاعر در دستگاه ولیعهد منصوب شده بود و برای عیدها و مراسم رسمی شعر می‌سرود. اما از آنجا که از سرودن مدایح درباری بیزار بود از این شغل خارج شد و پیشه منشی‌گری و دبیری را بر عهده گرفت. بیزاری از شعر که مربوط به این دوران سرودن مدایح بی‌معنی و بی‌روح است باعث شده بود تا حتی در روزگاری که شعر را به خواهش دل خود می‌سرود نیز این کار را جدی نگیرد و به جای اینکه از شعر برای مطرح کردن مباحث اخلاقی و اجتماعی و سیاسی استفاده کند بدان به چشم وسیله‌ای برای تفنن و تصفیه حساب‌های شخصی استفاده می‌کرد و اگر هم مسائل سیاسی و اجتماعی و اخلاقی در شعر او مطرح شده به عنوان یک مسئله فرعی جلوه کرده است. اسدالله طلعت تبریزی منظومه‌ای ۲۳۴ بیتی در انتقاد از عارف‌نامه ایرج میرزا سروده و در آن به این نکته اشاره کرده بود:
| تو ایرج دانم استاد زمانی  |  | جهان شعر را چون آسمانی      |
| بلی تو آسمانی، من زمینم   |  | تو صاحب خرمنی، من خوشه‌چینم  |
| ولیکن کاستی خود رتبه‌ات را |  | ز بس بی‌ربط خواندی خطبه‌ات را |
| نفهمیدی مقام خویشتن را    |  | به جای بد کشانیدی سخن را    |

این مسئله را طرفداران ایرج نیز قبول دارند که او قدر ذوق و قریحه شعری خود را ندانسته و بر میزان نفوذ و تأثیر کلام خود واقف نبود.
افزون بر اینگونه اشعار و کلمات رکیک، شعر ایرج با همه پختگی، از دیدگاه واپسگرایان و شاعران کلاسیک، از نظر فن شعر نیز خالی از اشکال نیست. برخی از این نواقص که امروزه به عنوان نوآوری‌های ایرج از آن یاد می‌شود، چنین است:
- اسقاط حرف «عین» بدل از اسقاط «همزه» در برخی ابیات مانند اسقاط عین در کلمه «عرضه» در بیت زیر:

| اعیاد گذشته که مدیح عرضه نمودم |  | اینجا بدی، امروز ندانم به کجایی؟ |

- جمع بستن کلمات عربی با دستور فارسی، مانند کلمه «مستمندین» در بیت زیر:

| نه شانه بود، که آن گیسوان به هم می‌دوخت |  | کلید محبس دل‌های «مستمندین» بود |

- وارد کردن کلماتی که جواز ورود به شعر ندارند مانند «فقط» در شعر فارسی.
- استفاده مکرر از ساروج‌های ادبی مانند «مر» و «ایدون» به ضرورت شعری

== آثار == راه نیک بختی 
آثار ایرج را می‌توان به دو بخش پیش و پس از مشروطه تقسیم کرد. اشعار دوره پیش از مشروطه او که محصول دوران جوانی اوست، بیشتر قصایدی در ستایش رجال زمان و بزرگان قاجار است. بخش بزرگی از این دسته اشعار ایرج امروزه در دست نیست. اشعار دوره پس از مشروطه ایرج که بیشتر به انتقادهای اجتماعی در قالب مضامین بکر اختصاص دارد، دارای اعتبار ادبی بیشتری هستند. بخشی از آثار منظوم وی، در پاسخ به مسابقات ادبی (مطروحه) انجمنهای شعرا یا نشریات معتبر ادبی بوده است. قطعات «دل مادر» و «هدیه عاشق» در پاسخ به مطروحه‌های مجلات «ایرانشهر» و «اقدام» سروده شده‌اند.
استفاده تقریباً بی‌نظیر ایرج از زبان ساده و خروج او از چارچوب‌ها و قالب‌های رایج در شعر فارسی، باعث شده تا شعر او، جایگاه ویژه‌ای نسبت به شاعران هم دوره خود در ادبیات فارسی بیابد. او علاوه بر اینکه پا را از هنجارهای پذیرفته شده و رایج شعر دوره خود فراتر گذاشته، معانی و مضامین جدید و فلسفه واقع گرایانه‌ای را به شعر فارسی داخل می‌کند که باعث ایجاد فضای جدید ادبی پس از خود می‌شود. پرهیز از اغراق‌های غیرضروری رایج در شعر معاصران و نزدیکی هرچه بیشتر به واقعیات روزمره، از خصوصیات شعر او است.
آثار و اشعار ایرج میرزا مشتمل بر غزلیات، قصاید، قطعات و چندین مثنوی ازجمله مثنوی زهره و منوچهر و مثنوی عارف‌نامه است.

### مثنوی عارف‌نامه
عارف‌نامه معروفترین شعر ایرج میرزا و از مشهورترین منظومه‌های ادبیات فارسی است. شعری در قالب مثنوی در ۵۱۵ بیت که در اصل در هجو عارف قزوینی سروده شده ولی شاعر در ضمن آن به بیان مسائل سیاسی و اجتماعی با نگاه انتقادی نیز می‌پردازد. نکوهش حجاب و مخالفت با خانه‌نشینی زنان، انتقاد از سیاست‌مداران و فضای سیاسی کشور و اعتراض به رواج بچه‌بازی و رابطه با همجنس از مضامین دیگر این شعر است که با بیانی طنزآمیز و هزلی مطرح شده‌اند.
عارف‌نامه به رغم محبوبیت و شهرت فراوان خود مورد انتقادات و مخالفت‌های فراوان نیز قرار گرفته و شاعران معاصر ایرج نیز چندین منظومه مفصل در انتقاد از آن سرودند و ایرج میرزا نیز چندین شعر در پاسخ به ایشان سروده است. انگیزه برخی مخالفت‌ها دفاع از عارف قزوینی و برخی دیگر دفاع از حجاب و برخی نیز انتقاد از عبارات بی‌ادبانه در این شعر بوده است.

### مثنوی زهره و منوچهر
زهره و منوچهر مثنوی عاشقانه‌ای از ایرج میرزا است که برگرفته از اسطوره «ونوس و آدونیس» از اساطیر یونانی است. در طول تاریخ شاعران و نویسندگان بزرگی آثار مهمی را در مورد این عشق نافرجام و تلخ خلق کرده‌اند از جمله منظومه ونوس و آدونیس اثر ویلیام شکسپیر که شعر ایرج میرزا نیز برداشت آزادی از شکسپیر است. هرچند ایرج تغییرات زیادی در داستان داده و با ذکر مسائل فرهنگی ایران آن را بومی‌کرده است. برای مثال آدونیس شکارچی به یک نظامی جوان ایرانی تبدیل شده و زهره نیز وقتی از جامه افلاکی درآمده و جامه خاکیان را بر تن می‌کند به رسم زنان ایران مقنعه بر سر دارد و وقتی از شاهکارهای خود سخن می‌گوید از خلق هنرمندانی چون کمال‌الملک و پروردن قمرالملوک و دادن قلم در کف دشتی و ساز به دست درویش خان سخن می‌گوید. زهره و منوچهر محصول سال‌های پایانی عمر ایرج است و به همین جهت ناتمام مانده و بعدها احتمالاً توسط سید عبدالحسین حسابی تکمیل شده است.

## یادواره

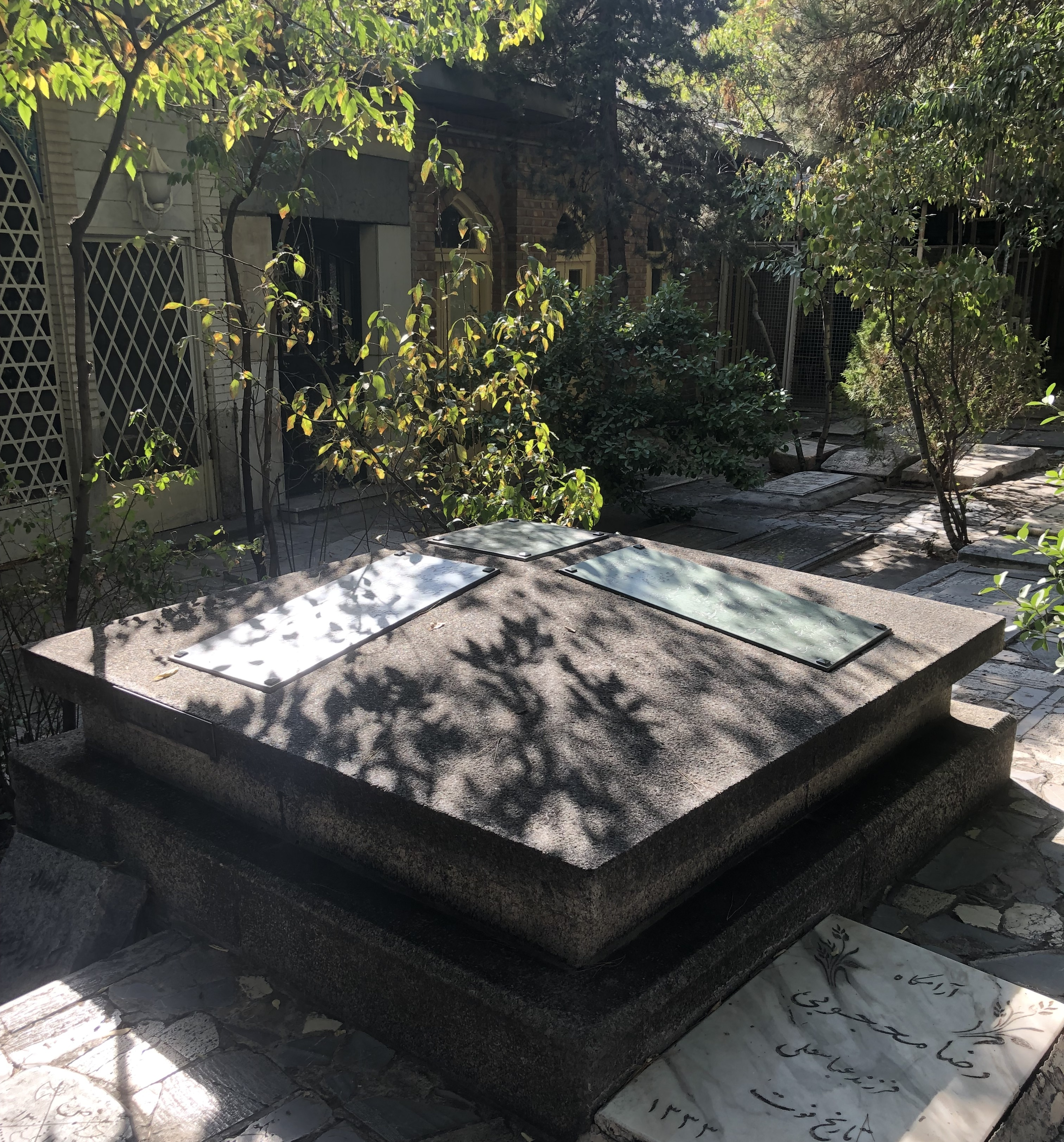
آرامگاه ایرج میرزا

برخی از دوستان و شاعران هم‌دوره با ایرج میرزا مانند محمدحسین شهریار و وحید دستگردی، در سوگ او اشعاری سروده‌اند. قطعه زیر یکی از دو قطعه‌ای است که محمّدتقی بهار به یاد ایرج سروده است.
| ایرجا رفتی و اشعار تو ماند |  | کوچ کردی تو و آثار تو ماند |
| بعد عمری دل یاران بردن     |  | دل ما سوختی از این مردن    |
| قلم شاعری از کار افتاد     |  | ادبیات ز مقدار افتاد       |
| بی تو رندی و نظربازی مُرد   |  | راستی سعدی شیرازی مُرد      |

همچنین قمرالملوک وزیری در رثای ایرج میرزا ترانه «امان از این دل» را در دستگاه سه‌گاه خوانده است. به گفته مرتضی نی‌داوود، ایرج میرزا چندی در جوانی واله قمر بود. بولواری در شهر مشهد به نام ایرج میرزا نام‌گذاری شده بود که در سال ۱۳۸۸ به دلیل آنچه «ادبیات مستهجن» ایرج خوانده شد، به جلال آل احمد تغییر نام یافت.